# Graphigona antica
Graphigona antica là một loài bướm đêm trong họ Noctuidae.